# 石井朋彦
石井 朋彦（いしい ともひこ、1977年4月4日 - ）は、日本の映画プロデューサー。株式会社スタジオジブリの制作出身で、Production I.G、株式会社クラフター取締役（旧:STEVE N' STEVEN スティーブンスティーブン）を経て、2017年のスタジオジブリの制作部門再開によって株式会社スタジオジブリに復帰。

## 概要
スタジオジブリ作品『千と千尋の神隠し』から宣伝に関わり、鈴木敏夫のもとで映画のプロデュースを学ぶ。
シネコンが増えて以降、システマチックな傾向になりつつある劇場との関係に対し、新しい形での「古き良き興行」を模索し、3D立体視映画『攻殻機動隊 S.A.C. SOLID STATE SOCIETY 3D』では自主配給を行う。
関連イベントの企画から実施までトータルプロデュースに加え、キャンペーンの一環として行われる舞台挨拶やライブストリーミングでの司会進行役も務めている
。

## 略歴
父親は大学教授だったが、大学に進学せずに世界を放浪した。1999年、スタジオジブリ入社。高畑勲監督作品『ホーホケキョ となりの山田くん』で制作を経験した後、宮崎駿監督作品『千と千尋の神隠し』よりプロデューサー補、『ゲド戦記』では制作を担当。その他、短編・CMを制作。
2006年より、Production I.Gに所属。押井守監督作品『スカイ・クロラ The Sky Crawlers』や神山健治監督作品『東のエデン』などをプロデュース。
2011年、3D立体視映画『攻殻機動隊 S.A.C. SOLID STATE SOCIETY 3D』にて、Production I.G初の自主配給を行う。劇場生オーディオコメンタリー上映に神山健治監督と出演し、会場の様子と本編2D版の無料配信を実施。
。
2011年、神山健治がCEOを務める株式会社 STEVE N' STEVEN （スティーブンスティーブン）に取締役として出向。
2012年秋公開の映画『009 RE:CYBORG』の製作発表イベントでは劇場での司会進行を務め、他全国4劇場でも衛星中継され、YouTube、Ustream、ニコニコ生放送にも同時配信された。

2016年、株式会社スティーブンスティーブンから株式会社クラフターへ社名変更。同年、スタジオジブリ初の公開師弟対談を鈴木敏夫と行う。
2017年、クラフタースタジオの常務取締役（兼) クラフター取締役に就任。
2017年、制作部門再開に伴い株式会社スタジオジブリに復帰。

## 作品リスト

### 映画
- ホーホケキョ となりの山田くん （1999年） 制作デスク
- 千と千尋の神隠し （2001年） プロデューサー補
- 猫の恩返し （2002年） プロデューサー補
- ハウルの動く城 （2004年） プロデューサー補
- ゲド戦記 （2006年） 制作進行
- GHOST IN THE SHELL / 攻殻機動隊2.0 （2008年） プロデューサー
- スカイ・クロラ The Sky Crawlers （2008年） プロデューサー
- 東のエデン 劇場版I The King of Eden （2009年） プロデューサー
- 東のエデン 劇場版II Paradise Lost （2010年） プロデューサー
- 攻殻機動隊 S.A.C. SOLID STATE SOCIETY 3D （2011年） プロデューサー
- Xi AVANT （2011年） プロデューサー
- 009 RE:CYBORG （2012年） プロデューサー
- 花とアリス殺人事件 （2015年）企画、プロデュース
- ムーム（原題 Moom）（2016年）プロデューサー
- 映画 ふうせんいぬティニー なんだかふしぎなきょうりゅうのくに! （2017年）プロデューサー
- あした世界が終わるとしても （2019年）プロデューサー

### テレビアニメ
- 東のエデン （2009年、フジテレビ） プロデューサー
- ふうせんいぬティニー （2014年、NHK Eテレ） アニメーションプロデューサー
- ふうせんいぬティニー セカンドシーズン（2015年、NHK Eテレ） アニメーションプロデューサー
- INGRESS THE ANIMATION （2018年、フジテレビ） 制作プロデューサー・音響監督
- KICK&SLIDE（2021年、テレビ東京） - プロデューサー

### 短編アニメ
- Je t'aime （2010年） プロデューサー
- Cyborg 009 The Reopening （2010年） プロデューサー
- evangelion:Another Impact（Confidential）（2015年）プロデューサー
- 新世紀いんぱくつ。 （2015年）エグゼクティブプロデューサー
- ソウタイセカイ （2017年、Huluオリジナル） プロデューサー

### CM
- 正社員サイボーグ003（2012年）プロデューサー
- ドラゴンクエストX 冒険者たちのきせきEPISODE①「名前の想い」（2017年）プロデューサー

## 著書
- 『自分を捨てる仕事術　鈴木敏夫が教えた「真似」と「整理整頓」のメソッド』（WAVE出版、2016年8月）
- 『思い出の修理工場』（サンマーク出版、2019年12月）
- 『スタジオジブリで学んだこと』（サンマーク出版、2021年10月）

## 出演
- YouTube x GEO Creator Day 2011 （2011年9月24日、YouTube日本の公式パートナーチャンネル）